# Penichrolucanus elongatus
Penichrolucanus elongatus (лат.) — вид жуков из семейства рогачи. Малайзия (Малакский полуостров).

## Описание
Мелкие жуки (менее 1 см). Тело прямоугольное, сильно сжатое в дорсовентральном направлении; цвет красно-коричневый. От близких видов отличается следующими признаками: усики 10-члениковые, голени средних и задних ног беззубые. Вид был впервые описан в 1935 году по материалам из Малайзии (Малакка). Близок к виду Penichrolucanus leveri. Найдены в гнёздах термитов Hospitalitermes. Вероятно, личинки поедают мертвый органический материал в гнёздах общественных насекомых.